# 塔卡里瓜潟湖國家公園

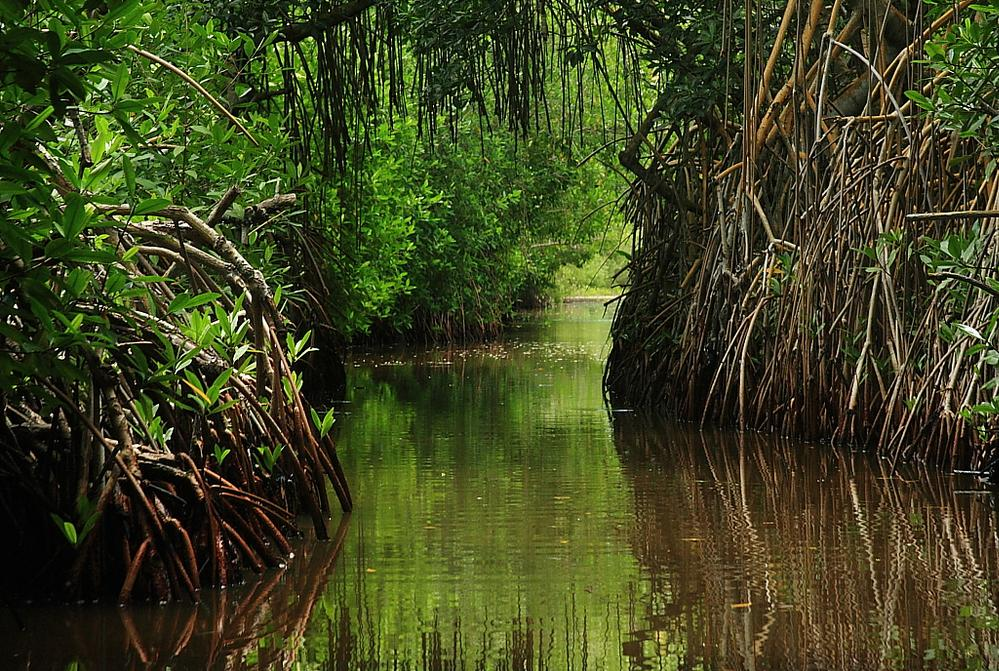

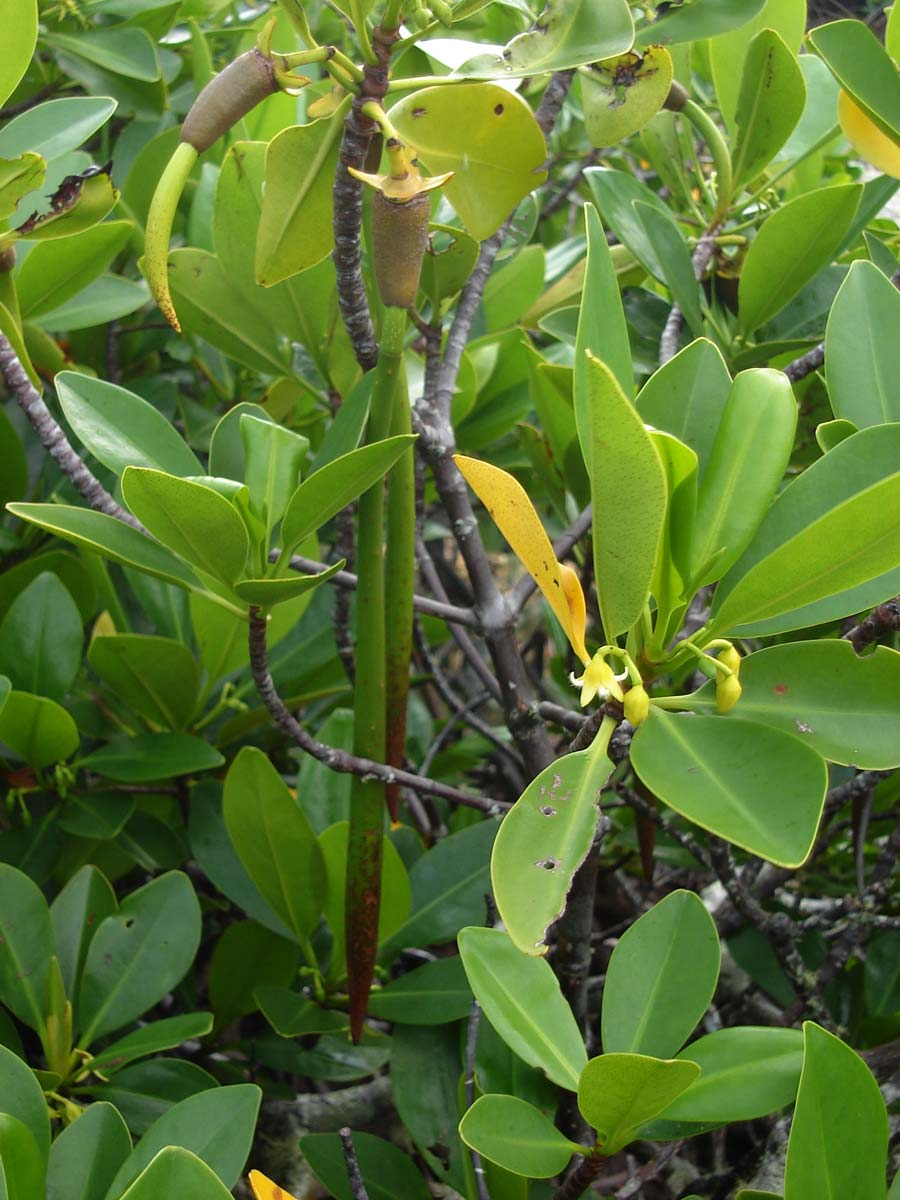

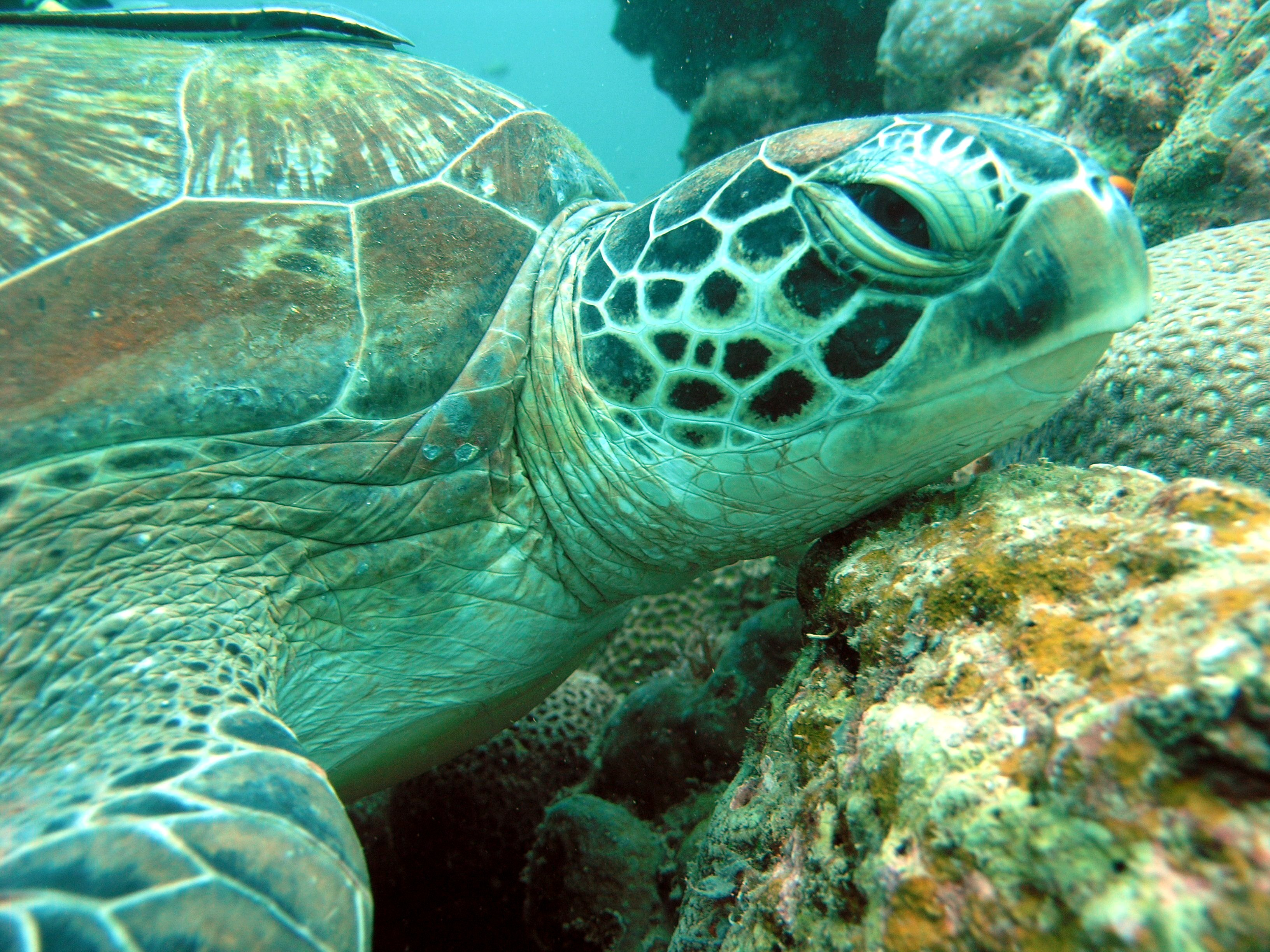

塔卡里瓜潟湖國家公園是委內瑞拉的國家公園，位於該國北部，由米蘭達州負責管轄，面積391平方公里，始建於1974年，每年平均降雨量約1,000毫米。

## 外部連結
- Parques Nacionales de Venezuela （页面存档备份，存于）
- Municipio Páez (Miranda) （页面存档备份，存于）
- Parks Watch Parque Nacional Laguna de Tacarigua （页面存档备份，存于）
- Inparques: Henri Pittier